# Vorupør Museum
Vorupør Museum er en del af Museum Thy og ligger på Vesterhavsgade 21 i Nørre Vorupør. Museet er indrettet i et gammelt bådeværft som tidligere byggede fiskekuttere til kystfiskerne. De gamle maskiner er bevaret og sat i stand, og museets gæster kan på givne tidspunkter se hjulene snurre, og skarøksen bide i træet.
Museet fortæller desuden om den historiske baggrund for Vorupør, som engang havde en fræmtrædende placering med 27 store fiskekuttere. Der oplyses om kystbefolkningens specielle livsvilkår med slid og slæb, samt religiøs vækkelse.
Vorupør Museum er desuden et af holdepunkterne på Snapseruten.
Museet fungerer som historisk værksted, hvor skoleklasser kan besøge 1920ernes Vorupør, prøve værkstedsaktiviteter og arbejde med det brændefyrede komfur i køkkenet.